# Metacirolana mbudya
Metacirolana mbudya là một loài chân đều trong họ Cirolanidae. Loài này được Bruce miêu tả khoa học năm 1981.